# Exechocentrus
Genre
Exechocentrus est un genre d'araignées aranéomorphes de la famille des Araneidae.

## Distribution
Les espèces de ce genre sont endémiques de Madagascar.

## Liste des espèces
Selon World Spider Catalog (version 17.0, 09/03/2016) :
- Exechocentrus lancearius Simon, 1889
- Exechocentrus madilina Scharff & Hormiga, 2012

## Publication originale
- Simon, 1889 : Études arachnologiques. 21e Mémoire. XXXI. Descriptions d'espèces et de genres nouveaux de Madagascar et de Mayotte. Annales de la Société Entomologique de France, sér. 6, vol. 8, p. 223-236 (texte intégral).